# Oncodosia plana
Oncodosia plana är en tvåvingeart som först beskrevs av Walker 1849.  Oncodosia plana ingår i släktet Oncodosia och familjen svävflugor. Inga underarter finns listade i Catalogue of Life.